# Jenna Sudds
Jenna Sudds, née le 8 février 1979 à Oakville, est une femme politique canadienne.
Membre du Parti libéral du Canada, elle est députée à la Chambre des communes du Canada de la circonscription de Kanata—Carleton de 2021 à 2025, et de la circonscription de Kanata depuis 2025.
Elle est ministre de la Famille, des Enfants et du Développement social de 2023 à 2025 dans le gouvernement de Justin Trudeau.

## Biographie
Jenna naît à Oakville (Ontario) mais grandit à Niagara Falls. Lors des élections fédérales canadiennes de 2021, elle est élue députée fédérale pour la circonscription de Kanata—Carleton. En décembre 2021, elle est nommée secrétaire parlementaire de la ministre des Femmes, de l'Égalité des genres et de la Jeunesse.
Lors du remaniement du 26 juillet 2023 du gouvernement Trudeau, elle est nommée ministre de la Famille, des Enfants et du Développement social. Elle conserve ce poste jusqu'au remplacement de Justin Trudeau par Mark Carney comme premier ministre.
Elle est réélue députée lors des élections fédérales d'avril 2025 avec 60,8 % des voix dans la nouvelle circonscription de Kanata.